# Adjectifs en slovène
Les adjectifs du slovène se déclinent en six cas, trois nombres (singulier, duel, et pluriel) et trois genres. Ils expriment trois idées principales : la qualité (adjectifs qualificatifs, kakovostni pridevniki), la relation (adjectifs relationnels, vrstni pridevniki) et la possession (adjectifs possessifs, svojilni pridevniki). Les adjectifs slovènes peuvent avoir trois fonctions : attributs gauches (levi prilastek), articles prédicats (povedkovo določilo) et attributs prédicats (povedkov prilastek).

## Adjectifs
L'adjectif s'accorde avec le sujet ou le prédicat auquel il est attribué. S'il est attribué à deux noms au singulier ou un nom au duel, l'adjectif devra être au duel. S'il est attribué à un nom au pluriel ou à un nom au singulier suivi d'un nom qui n'est pas au singulier, alors il devra être au pluriel. Bien que le genre doive correspondre au groupe, le genre du nom adjacent est parfois utilisé avec le nombre grammatical approprié. Cependant certains adjectifs ne sont jamais déclinés, par exemple bež (beige), poceni (bon marché), roza (rose), super (super), seksi (sexy) et un certain nombre de mots d'emprunt.
- Mesto in vas sta bila proti predlogu občine. (La ville et le village étaient contre la suggestion de la municipalité.)
- Mesto in vas sta bili proti predlogu občine. (Le même, mais quelque peu inhabituel et rarement entendu)
- Ti in tvoji sestri boste precej odšli! (Toi et tes deux sœurs devriez partir immédiatement.)

### Adjectifs qualificatifs
La majorité des adjectifs sont des adjectifs qualificatifs. Ceux-ci expriment la qualité et la propriété des noms personnels et impersonnels.
Quelques adjectifs exprimant la propriété à côté des noms masculins impliquent la "définition" ('la relation') ou l'"indéfinition" ('la qualité') des noms.

Pour un nom exactement défini ou d'un type spécifique :
- l'adjectif au nominatif singulier a une terminaison en -ni ou -i
- le mot interrogatif est Kateri? (Que? (en allemand Welcher?))

Pour les noms qui ne sont pas définis, étant mentionnés pour la première fois ou génériques :
- l'adjectif au nominatif singulier a une terminaison en -en ou ∅ ("∅" : pas de terminaison)
- le mot interrogatif est Kakšen? (Quel genre de? (en allemand Was für ein?))

### Adjectifs relationnels
Les adjectifs relationnels expriment le type, la classe, la séquence numérique d'un nom. Par exemple : kemijska in fizikalna sprememba (changement physique et chimique), fotografski aparat (dispositif photographique  (=appareil photo)).

### Adjectifs possessifs
Les pronoms possessifs définissent la possession, la propriété ou l'appartenance. Par exemple: barvin sijaj (l'éclat de la couleur), Karmenina torbica (le sac à main de Carmen), delavska halja (les ouvriers en général).
Les adjectifs possessifs au masculin et au neutre ajoutent -ov (ou -ev si le possessif se termine en c, č, ž, š et j ("preglas")). Les possessifs féminins prennent toujours -in. Des noms possessifs peuvent inclure des noms propres, dans le cas où ils sont écrits capitalisés.

### Adjectifs en "-i"
Les adjectifs se terminant en -i et tous les pronoms possessifs n'ont pas de formes indéfinies spéciales. Il y a deux adjectifs spéciaux qui ont des formes définies et indéfinies spéciales pour tous les genres et tous les cas, c'est majhen (petit) et velik (gros) (les formes définies sont respectivement mali et veliki).
Exemples:
- Stari učitelj je to dejal. (Le vieux professeur a dit ceci.) – cette phrase implique qu'il y a un professeur qui n'est pas âgé.
- Star učitelj je to dejal. (Un vieux professeur a dit ceci.)

### Adjectifs négatifs
Les adjectifs négatifs se forment par l'ajout du préfixe ne-, qui est presque toujours approprié, bien que parfois un préfixe latin puisse prendre sa place.
- lep → nelep (beau, pas beau (mais pas "laid" (grd))
- reverzibilen → nereverzibilen (réversible, irréversible)
- moralen → nemoralen (moral, immoral) (à noter que "amoral" à un sens différent en français)
- legitimen → nelegitimen (légitime, illégitime)

## Déclinaisons
Les adjectifs se déclinent soit au masculin, soit au féminin, soit au neutre.

### Masculin
Les adjectifs masculins se déclinent sur le modèle de "lep" (bien):

#### Animé
|              | Singulier | Duel   | Pluriel |
| Nominatif    | lep_      | lepa   | lepi    |
| Génitif      | lepega    | lepih  | lepih   |
| Datif        | lepemu    | lepima | lepim   |
| Accusatif    | lepega    | lepa   | lepe    |
| Locatif      | lepem     | lepih  | lepih   |
| Instrumental | lepim     | lepima | lepimi  |

#### Inanimé
|              | Singulier | Duel   | Pluriel |
| Nominatif    | lep_      | lepa   | lepi    |
| Génitif      | lepega    | lepih  | lepih   |
| Datif        | lepemu    | lepima | lepim   |
| Accusatif    | lep_      | lepa   | lepe    |
| Locatif      | lepem     | lepih  | lepih   |
| Instrumental | lepim     | lepima | lepimi  |

#### Forme déterminée
Pour les adjectifs, il existe un singulier masculin  parallèlement à la forme désignée, même la forme définie. Cela ne concerne que le nominatif et l'accusatif. La forme définie est exprimée par un -i : "hudi pes" (le chien méchant), par opposition à "hud pes" (un chien méchant)."

### Féminin

#### Première déclinaison féminine
La première déclinaison féminine se décline sur le modèle de "len" (paresseux):
|              | Singulier | Duel   | Pluriel |
| Nominatif    | lena      | leni   | lene    |
| Génitif      | lene      | lenih  | lenih   |
| Datif        | leni      | lenima | lenim   |
| Accusatif    | leno      | leni   | lene    |
| Locatif      | leni      | lenih  | lenih   |
| Instrumental | leno      | lenima | lenimi  |

### Neutre

#### Exemple:Lepo(bien)
|              | Singulier | Duel | Pluriel |
| Nominatif    | lepo      | lepi | lepa    |
| Génitif      | lepa      | leph | leph    |
| Datif        | lepu      | lepa | lepm    |
| Accusatif    | lepo      | lepi | lepa    |
| Locatif      | lepm      | leph | leph    |
| Instrumental | lepm      | lepa | lepi    |

#### Exemple: "Sveže" (fraîchement)
|              | Singulier | Duel  | Pluriel |
| Nominatif    | sveže     | sveži | sveža   |
| Génitif      | sveža     | svežh | svežh   |
| Datif        | svežu     | sveža | svežm   |
| Accusatif    | sveže     | sveži | sveža   |
| Locatif      | svežm     | svežh | svežh   |
| Instrumental | svežm     | sveža | sveži   |

## Comparatif et superlatif

### Comparatif
Le comparatif se forme par l'ajout de la terminaison -ši (-ša, -še), -ejši (-ejša, -ejše) ou -ji (-ja, -je) à un adjectif, ou par l'utilisation du mot bolj (plus) devant un adjectif en cas d'accentuation et aussi quand l'adjectif en question ne peut pas être formé en ajoutant une terminaison, comme ceux liés aux couleurs, ou quand l'adjectif se termine avec un son qui rendrait difficile sa prononciation si une telle terminaison devait être ajoutée.
Par exemple:
- lep - lepši (beau - plus beau)
- trd - trši (dur - plus dure) (le -d- chute)
- zelen - bolj zelen (vert - plus vert)
- zanimiv - zanimivejši (intéressant - plus intéressant)
- transparenten - transparentnejši (transparent - plus transparent) (le -e- chute)
- globok - globlji (profond - plus profond) (à noter l'ajout du -l-, et le -o- et le -k- chute)
- otročji - bolj otročji (enfantin - plus enfantin)

### Superlatif
Le superlatif se forme par l'ajout du mot naj devant le comparatif, indépendamment de la présence d'un ou deux mots.
- lep - lepši - najlepši
- trd - trši - najtrši
- zelen - bolj zelen - najbolj zelen
- zanimiv - zanimivejši - najzanimivejši (mais najbolj zanimiv est plus commun)
- transparenten - transparentnejši - najtransparentnejši
- globok - globlji - najgloblji
- otročji - bolj otročji - najbolj otročji